# Karol Mets
Karol Mets est un footballeur estonien né le 16 mai 1993 à Viljandi. Il évolue au poste de défenseur à FC St. Pauli.

## Carrière
- 2009 - déc. 2010 : JK Tulevik Viljandi ( Estonie)
  - 2010 : FC Warrior Valga ( Estonie)
- jan. 2011 - déc. 2014 : FC Flora Tallinn ( Estonie)
- jan. 2015 : Viking Stavanger ( Norvège)
- juil. 2017 - mars 2019 : NAC Breda ( Pays-Bas)
- mars 2019 - 2020 : AIK Solna ( Suède)
- 2020 - 2021 : Al Ettifaq (Arabie Saoudite)
- 2021 - 2022 : CSKA Sofia (Bulgarie)
- 2022 - 2023 : FC Zurich (Suisse)
- 2023 : (prêt) FC St. Pauli (Allemagne)
- depuis 2023 - : FC St. Pauli (Allemagne)

## Palmarès
Flora Tallinn
- Championnat d'Estonie
  - Champion : 2011
- Coupe d'Estonie :
  - Vainqueur : 2011 et 2013
- Supercoupe d'Estonie
  - Vainqueur : 2011 et 2012

 FC Zurich
- Championnat de Suisse
  - Champion : 2022

 FC St. Pauli
- 2. Bundesliga
  - Champion : 2024